# Džinši
Džinši (kitajsko 進士, pinjin jìnshì) je bila najvišja in zadnja stopnja cesarskih izpitov v cesarski Kitajski. Izpit se je običajno opravljal v prestolnici v cesarski palači in se zato imenoval tudi metropolitanski izpit. Prejemniki se v nekaterih virih omenjajo kot cesarski učenjaki.
Diploma džinši je bila uvedena po institucionalizaciji izpitov za državne službe. Sprva je imela šest stopenj, ki so bile kasneje združene v eno. Sistem državnih izpitov se je prvič pojavil med vladavino dinastije Han (206 pr. n. št. – 220 n. št.). Skozi celotno dinastijo Tang je vsako leto samo približno en do dva odstotka od skupno tisoč do dva tisoč udeležencev izpita pridobilo diplomo džinši.
Število podeljenih diplom džinši se je v dinastiji Song povečalo, izpiti pa so se opravljali vsaka tri leta. Večina višjih državnih uradnikov v tem obdobju je imela diplomo džinši.
Izpit za državne službe je ponovno uvedla dinastija Ming, potem ko so izpiti v dinastiji Juan postali neregularni. Med vladavino cesarja Jingdzonga iz Minga so uvedli pravilo, da lahko v Akademijo Hanlin vstopijo samo imetniki džinšija. Vsako leto je bilo v povprečju podeljenih 89 diplom.
V času dinastije Čing so na leto podelili približno 102 diplomi džinši. 
Najvišje rangiran džinši je bil džuangjuan. Izraz se je ohranil do danes za tiste, ki so opravili test gaokao z visokim številom točk, in tiste, ki so zelo dobri v neki veščini.

## Kategorije
- Džinši džidi (進士及第, dobesedno "ugledni džinši"); ta naziv so običajno prejeli samo trije najboljši posamezniki.
- Džuangjuan (狀元, dobesedno "vrhunski avtor teze"); prejemnik, ki je bil uvrščen na prvo mesto v celi državi.
- Bangjan (榜眼, dobesedno "oči, postavljene zraven"), džinši, ki se je uvrstil na drugo mesto, takoj za džuangjuanom.
- Tanhua (探花, dobesedno "grabilec cvetja"), džinši, ki je bil skupno tretji.
- Džinši čušen (進士出身, dobesedno "ozadje džinšija"), diplomanti, ki so se na sodnem izpitu uvrstili v drugi razred, takoj za tanhuajem.
- Tong džinši čušen (同進士出身, dobesedno "skupaj z ozadjem džinšija"), diplomanti, ki so se na sodnem izpitu uvrstili v tretji razred.